# Etol
D'acord amb la mitologia grega, Etol (en grec antic: Αἰτωλός, Aitōlós) va ser un heroi que va ser rei de l'Èlida. Era fill d'Endimió, i la seva mare era una nimfa. Els seus germans eren Pèon, Epeu, Euícide (o Eurípile), Naxos i Pisos.
Per decidir quin dels seus fills seria l'hereu del reialme, Endimió va organitzar una cursa a Olímpia i va decidir que el vencedor seria el futur rei. Va guanyar Epeu. Peó va fugir a Macedònia, i Etol es va romandre al Peloponnès, i quan Epeu va morir el va succeir en el tron. Però, més tard, va matar Apis, rei del Peloponnès, i els fills de la víctima el van obligar a exiliar-se. Va anar al nord del golf de Corint, a la desembocadura del riu Aqueloos. Allà va ser acollit com a hoste per Doros, Laòdoc i Polipetes, els fills de Ftia i Apol·lo. Els va assassinar, i regnà en el seu lloc, després d'haver foragitat els curets. El país va rebre el nom d'Etòlia en honor seu.
Es va casar amb Prònoe, filla de Forbos, i tengué dos fills, Pleuró i Calidó.